# A qualcuno piace Ivan!
A qualcuno piace Ivan! è un box raccolta di Ivan Cattaneo, pubblicato nel 2011, che contiene i suoi primi tre LP incisi negli anni settanta per l'etichetta Ultima Spiaggia: UOAEI (1975), Primo secondo e frutta (Ivan compreso) (1977), SuperIvan (1979). Inoltre ci sono tre bonus track uscite solo come 45 giri  (L'elefante è capovolto, Farfalle, Tabù) inserite ciascuna in uno dei tre cd.

## Tracce
CD 1 - UOAEI (1975):
1. Vergini & serpenti
2. Frammenti
3. Darling
4. Spezzi & spazi
5. Oltre la fiaba
6. Big Bang
7. Sulla strada di gomma
8. Grappoli di cocco o urla di farfalla
9. Darling 2
10. Pomodori da Marte
11. Assaggia
12. Giochi d'insetti
13. Il bambino è perverso
14. L'elefante è capovolto (BONUS TRACK)

CD 2 - Primo secondo e frutta (Ivan compreso) (1977):
1. La segretaria ha colpito ancora (interferenza di una macchina da scrivere su un telefono occupato)
2. Maria-Batman (Italian folKitsch)
3. L'amore è una s/cossa meravigliossa (o no?)
4. Psico fico (il parere dello psicologo)
5. Dadadidattico (canti corali per le scuole medie)
6. Il vostro ombelico (il mio desiderio)
7. Agitare prima dell'uso (banana-Punk)
8. L'occhio ridente (il tempo e l'orologio) REGGAE
9. U.F.O. (fuga impossibile)
10. Salve o divina! (travestitostory)
11. L'altra faccia della Luna (l'altra faccia dell'amore)
12. Uffa! (preludio di una pentola a pressione)
13. C'era una volta
14. Farfalle (BONUS TRACK)

CD 3 - SuperIvan (1979):
1. Boys & boys
2. Bimbo assassino
3. Bambo bambù
4. Su
5. Señorita torero
6. Superuomo
7. Male bello
8. Formica d'estate
9. Sexo!
10. Ninna nanna
11. Tabù (BONUS TRACK)